# Ni Chung
Ni Chung (čínsky pchin-jinem Ní Hóng, znaky 倪虹; * říjen 1962) je čínský politik, od června 2022 ministr pro bydlení a rozvoj měst a venkova Čínské lidové republiky. Předtím působil na ministerstvu v pozici náměstka a ředitele odboru reformy a rozvoje bydlení, a byl členem anchuejské provinční vlády jako ředitel Úřadu pro bydlení a rozvoj měst a venkova. V letech 1999–2005 byl místostarostou Che-feje.
Ni Chung je členem 20. ústředního výboru Komunistické strany Číny.

## Životopis

### Mládí a vzdělání
Ni Chung se narodil v říjnu 1962, jeho rodinný původ sahá do An-šanu v provincii Liao-ning. V letech 1979–1983 absolvoval studium průmyslového a civilního stavitelství na Charbinském institutu architektury a inženýrství a v letech 2004–2006 absolvoval studium EMBA na Cheung Kong Graduate School of Business v Pekingu. V červenci 1983 se stal členem Komunistické strany Číny.

### Kariéra
Od roku 1983 pracoval na Ministerstvu výstavby, konkrétně na technickém oddělení odboru venkovské výstavby a poté v hlavní kanceláři odboru venkovské výstavby, jejímž byl v letech 1995–1996 ředitelem. V dubnu 1996 se stal asistentem starosty Che-feje, hlavního města provincie An-chuej, a v srpnu 1999 byl povýšen do funkce místostarosty města, jímž zůstal do prosince 2005. Od ledna 2006 byl ředitelem Stavebního úřadu provincie An-chuej, resp. od června 2009 ředitelem Úřadu pro bydlení a rozvoj měst a venkova provincie An-chuej.
V prosinci 2010 byl povolán zpět do Pekingu, kde byl jmenován ředitelem odboru reformy a rozvoje bydlení na Ministerstvu pro bydlení a rozvoj měst a venkova. Následně byl od června 2015 do června 2022 náměstek ministra a člen stranického vedení ministerstva. 24. června 2022 byl jmenován ministrem pro bydlení a rozvoj měst a venkova Čínské lidové republiky ve druhé Li Kche-čchiangově vládě. Na XX. sjezdu Komunistické strany Číny v říjnu 2022 byl zvolen členem 20. ústředního výboru Komunistické strany Číny. 12. března 2023 byl formálně znovuzvolen Všečínským shromážděním lidových zástupců a ministrem pro bydlení a rozvoj měst a venkova tak nadále je i ve vládě Li Čchianga.